# Hank Garland
Hank Garland (Cowpens, 1930. november 11. – Orange Park, 2004. december 27.) amerikai dzsesszgitáros, dalszerző. Country-zenészként kezdte a zenészpályát, aztán rock and rollt játszott. Az 1950-es években népszerűvé vált, és 1960-ban kiadott egy jazzalbumot. Karrierje megszakadt, amikor 1961-ben egy autóbaleset következtében képtelen volt fellépni.
2008-ban megjelent róla egy életrajzi film, a „Crazy”.

## Pályakép
Hank Garland hatéves korában kezdett gitározni. Tizenkét éves korában szerepelni kezdett  helyi rádióműsorokban. Tizennégy éves korában a dél-karolinai Spartanburgba költözött, ahol megismerkedett Don Renoval, aki gitárleckéket adott neki és dolgozott vele egy  FM rádiónál − együtt gitároztak.
Tizenhat évesen Nashville-be költözött, ahol Bob Moore-nál és Dale Potternél lakott. Tizennyolc évesen kiadta a milliószámra eladott „Sugarfoot Rag” című slágerét. Fellépett Grady Martin zenekarával és a „The Eddy Arnold Show”-ban.
Garland talán leginkább az Elvis Presley-vel 1958-61 között végzett nashville-i stúdiómunkájáról ismert népszerűvé vált olyan rockslágerekkel. Az 1950-es évek végén és az 1960-as évek elején számos country- és rock and roll zenésszel dolgozott együtt: Patsy Cline, Brenda Lee, Mel Tillis, Marty Robbins, The Everly Brothers, Boots Randolph, Roy Orbison, Conway Twitty és Moon Mullican.
Játszott George Shearinggel és Charlie Parkerrel New Yorkban, majd felvette a „Jazz Winds from a New Direction”-t Gary Burtonnel, Joe Benjaminnel, Joe Morelloval.
1960-ban a Nashville (Tennessee)|nashville-i]] "A-Team" sessionnal együtt meghívást kapott a Newport Jazz Festivalra.
1961 szeptemberében egy autóbaleset következtében Garland kómába esett. Felesége, Evelyn és két lánya (Cheryl & Debra) segítségével magához tért és felépült, de az autóbalesetben elszenvedett agysérülés miatt nem tudott visszatérni a stúdiókba, állandó rosszulléttől szenvedett. A floridai Orange Parkban halt meg 2004. december 27-én egy fertőzés szövődményeibe. 74 éves volt.

## Albumok
- Velvet Guitar (1960)
- After the Riot at Newport with the Nashville All-Stars (1961)
- Jazz Winds from a New Direction (1961)
- The Unforgettable Guitar of Hank Garland (1962)
- Hank Garland and His Sugar Footers (1992)
- Subtle Swing (2004)

### Részvétel
- Red Foley and Ernest Tubb, Red and Ernie (1956)
- Bobby Helms, Jingle Bell Rock (1957)
- Janis Martin, The Female Elvis: The Complete Recordings (1956-57, 1987)
- Elvis Presley 50,000,000 Elvis Fans Can't Be Wrong (Volume 2, 1959)
- Elvis Presley, Elvis Is Back! (1960)
- Ray Walker, Everybody's Hits But Mine (1961)
- The Everly Brothers, Both Sides of an Evening (1961)
- Don Gibson, Girls, Guitars, and Gibson (1961)
- Elvis Presley, Something for Everyone (1961)
- Elvis Presley, Pot Luck (1962)
- Skeeter Davis, Blueberry Hill and Other Favorites (965)

## Fordítás
Ez a szócikk részben vagy egészben  a   Hank Garland című angol Wikipédia-szócikk ezen változatának fordításán alapul.  Az eredeti cikk szerkesztőit annak laptörténete sorolja fel. Ez a jelzés csupán a megfogalmazás eredetét és a szerzői jogokat jelzi, nem szolgál a cikkben szereplő információk forrásmegjelöléseként.